# Адриенна Томас

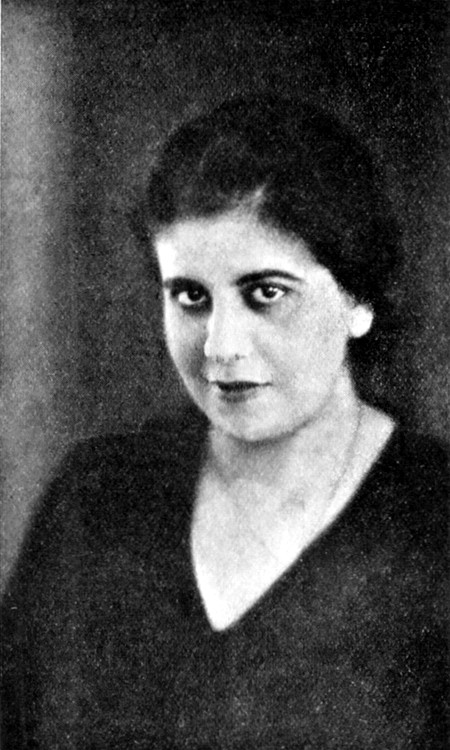
Адриенна Томас, 1934 год

Адриенна Томас (нем. Adrienne Thomas; настоящее имя Герта Штраух, нем. Hertha Strauch; 24 июня 1897[…], Сент-Авольд[…] — 7 ноября 1980[…], Вена[…]) — немецкая писательница.

## Биография
Родилась в ортодоксальной еврейской семье, глава которой служил управляющим небольшого универсального магазина. С детства одинаково хорошо владела как немецким, так и французским языком. Через некоторое время после рождения вместе с семьей переехала в Мец, а после начала Первой мировой войны — в Берлин. Но вскоре вернулась в Мец и начала работать медсестрой Красного Креста. После войны обучалась вокальному и актерскому мастерству. В 1930 году вышел её дебютный антивоенный роман «Катрин становится солдатом», на следующий день после выхода сделавший Томас знаменитой и переведенный на 16 языков.
После прихода нацистов к власти книги Томас были запрещены, и она иммигрировала в Швейцарию. Прожив там некоторое время, она переехала во Францию, а затем в Австрию. После аншлюса, сменив несколько стран, вновь поселилась во Франции. Весной 1940 года как гражданка Германии была интернирована в концентрационный лагерь Гюрс, но вскоре благодаря содействию организации «Emergency Rescue Committee» смогла выехать в США. Там познакомилась с австрийским политиком-эмигрантом Юлиусом Дойчем, вместе с которым в 1946 году вернулась в Вену. В 1951 году они поженились (для Томас этот брак стал вторым). Отобразила жизнь в эмиграции в романах «Уезжайте, мадемуазель!» (1944) и «Окно на Ист-Ривер» (1945).

## Книги
- Die Katrin wird Soldat, 1930.
- Dreiviertel Neugier, 1934.
- Katrin! Die Welt brennt!, 1936.
- Andrea. Erzählung für Jugendliche, 1937.
- Viktoria. Erzählung für junge Menschen, 1937.
- Wettlauf mit dem Traum, 1939.
- Von Johanna zu Jane, 1939.
- Reisen Sie ab, Mademoiselle!, 1944.
- Ein Fenster zum East River, 1945.
- Da und dort. Novellen, 1950.
- Ein Hund ging verloren. Erzählung für Jugendliche, 1953[5].
- Markusplatz um vier, 1955.